# Infinite H
Infinite H (en hangul, 인피니트H) es la primera subunidad oficial de la banda masculina surcoreana INFINITE formada por Woollim Entertainment. Está compuesta por Dongwoo y Hoya. Debutó con el miniálbum Fly High en 2013.

## Historia

### 2012: Predebut
Antes de su debut como subunidad, el dúo había interpretado nuevas canciones como «Crying» y «You Look Good» durante las giras de Infinite, lo que generó expectativa por parte de sus seguidores. Woollim Entertainment anunció que el dúo promocionaría como subunidad en 2013 luego de finalizar las actividades japonesas de Infinite. Ellos también interpretaron «Without You», pista de su primer miniálbum, durante el "Infinite Concert That Summer" el 8 de agosto de 2012. El 20 de diciembre de ese año, el dúo tuvo una presentación especial en el programa musical M! Countdown.

### 2013 - 2014: Debut conFly Highy «Alone»
El 11 de enero de 2013 se lanzó el EP debut de la subunidad titulado Fly High. Tiempo después de revelar el álbum, la canción promocional «Special Girl» se posicionó en el puesto 1 en Naver, Daum, Nate, y otras listas en líneas, otorgándole un "All Kill" al EP. Las otras canciones del álbum «Victorious Way», «Without You», «I Can’t Tell You», y «Fly High» entraron en el top 10 de las listas musicales. El dúo empezó las promociones para el álbum el 10 de enero de 2013 en  M! Countdown.
El video musical para su segunda canción promocional «Without You» se publicó el 28 de enero de ese año, y cuenta con la participación de Zion.T.
El 28 de febrero y el 1 de marzo de 2014, durante la parte final de la gira de INFINITE, "One Great Step Returns", Infinite H interpretó su nueva canción titulada «Alone», escrita por ellos mismos. La canción fue añadida al segundo álbum de estudio de Infinite, Season 2.

### 2015 - presente:Fly Again
El 26 de enero de 2015, el dúo lanzó su segundo miniálbum, luego de dos años, titulado Fly Again. Además, realizaron una conferencia de prensa y un showcase el mismo día en el AX Korea de Seúl. Un día antes, se reveló el video musical para su canción principal «Pretty». Las promociones para el EP empezaron el 31 de enero en M! Countdown.
Durante el showcase, INFINITE H hizo una promesa a sus fanes. Si su canción principal «Pretty» obtenía el primer lugar en los programas musicales, se revelaría un segundo video musical. Debido a que «Pretty» ganó el primer lugar en Show! Music Core, ellos revelaron el vídeo musical para «Crazy» en varios sitios en línea y en su canal oficial de YouTube el 14 de abril.

## Miembros
- Jang Dongwoo (장동우) – Rapero, Vocalista, Bailarín [9]
- Hoya (Lee Howon; 이호원) – Rapero, Vocalista, Bailarín, Líder Y Maknae [10]

## Discografía

### EP
- 2013: Fly High
- 2015: Fly Again

## Filmografía

### Programa de televisión
| Año  | Título                | Canal          | Nota         |
| ---- | --------------------- | -------------- | ------------ |
| 2013 | Weekly Idol           | MBC            | Episodio 79  |
| 2013 | Star King             | KBS            |              |
| 2014 | Challenge! 1000 Songs | SBS            |              |
| 2015 | Infinite H Self Story | Naver Starcast |              |
| 2015 | After School Club     | Arirang TV     | Episodio 143 |

## Premios y nominaciones

### Programas musicales
| Canción  | Programa         | Fecha                 |
| -------- | ---------------- | --------------------- |
| «Pretty» | The Show         | 3 de febrero de 2015  |
| «Pretty» | Show! Music Core | 7 de febrero de 2015  |
| «Pretty» | Inkigayo         | 8 de febrero de 2015  |
| «Pretty» | The Show         | 10 de febrero de 2015 |
| «Pretty» | M! Countdown     | 12 de febrero de 2015 |